# 冰岛码头站
冰岛码头站（丹麦语：Islands Brygge Station）是哥本哈根地铁的一个地下车站，由且仅由哥本哈根地铁1号线使用。是1号线与2号线在克里斯蒂安港站分开后的第一站。位于阿迈厄岛西北部。属于第1收费区。
| 上一站                        | 哥本哈根地铁 | 下一站                              |
| ----------------------------- | ------------ | ----------------------------------- |
| 克里斯蒂安港站 开往：万勒瑟站 | 1号线        | 丹麦广播电视城站 开往：西阿迈厄岛站 |

## 地理位置
冰岛码头站所处的冰岛码头位于快速发展中的厄勒斯塔兹开发区北部。本站位于厄勒斯塔兹大街与Njalsgade交口处，靠近1984年由工厂改建而来的港口公园。

### 公共交通导向型开发
冰岛码头站是在公共交通导向型开发理念指导下厄勒斯塔兹开发区建造的6座地铁站之一。这一区域的开发秉承着尊重自然、完善配套、公共交通优先的发展理念。商住、教育配套一应俱全。著名的哥本哈根大学的一个也位于冰岛码头站附近。

## 站台布局
本站与哥本哈根地铁其它很多车站一样，采用两条股道夹一个岛式站台的布局。
| ⇐ 1号线 （开往：万勒瑟站）         |
| （高站台门） 岛式站台 （高站台门） |
| ⇒ 1号线 （开往：西阿迈厄岛站）     |

## 外部連結
- 哥本哈根地铁官网对冰岛码头站的介绍[]（丹麦语）